# Felix Imre

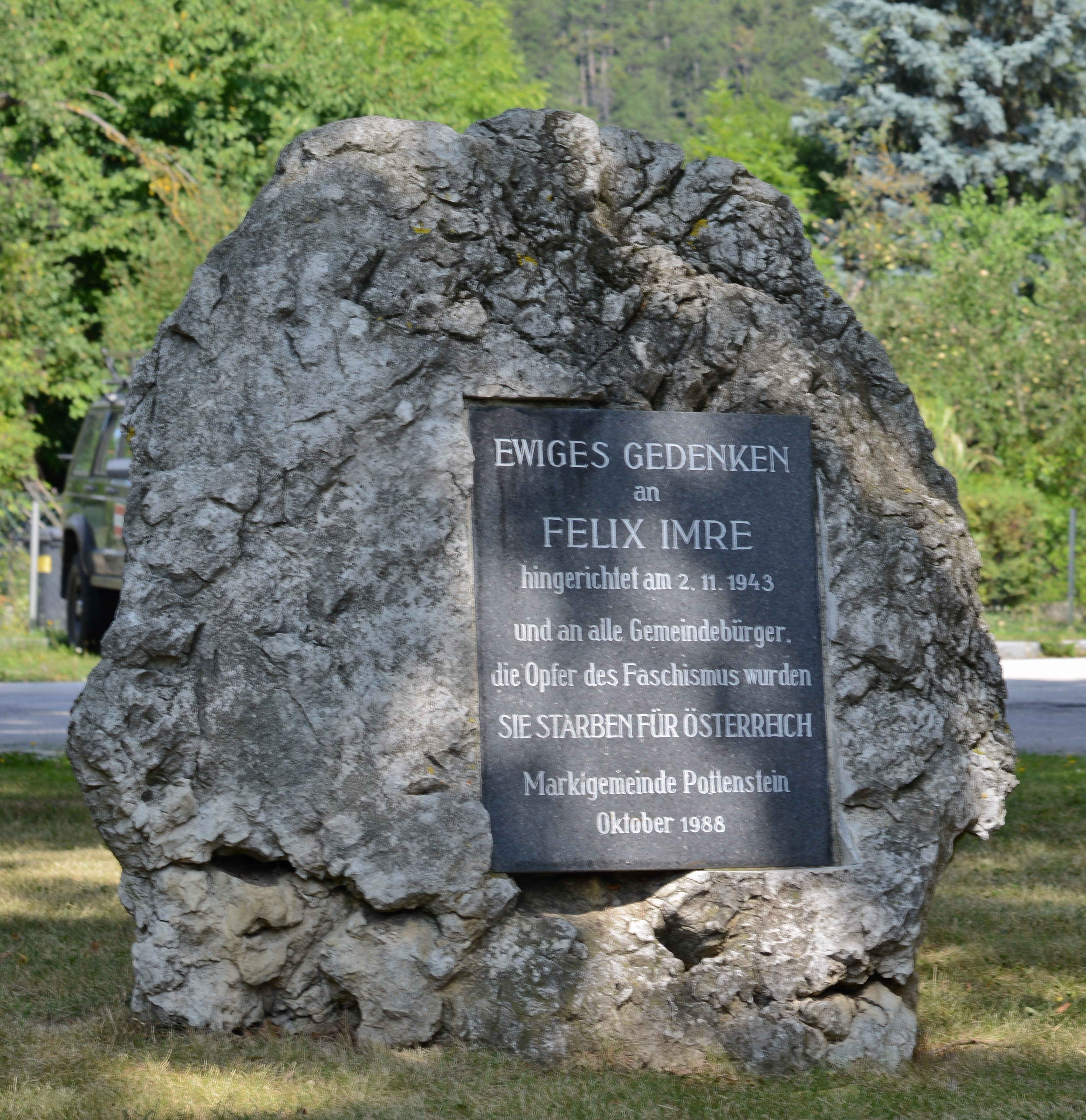
Gedenktafel in Pottenstein

Felix Imre (geboren am 19. November 1917 in Pottenstein; gestorben am 2. November 1943 in Wien) war ein österreichischer Schneidergehilfe und Widerstandskämpfer gegen den Nationalsozialismus. Er wurde von der NS-Justiz zum Tode verurteilt und im Wiener Landesgericht hingerichtet.

## Leben und Werk
Vor 1938 gehörte Imre illegal der NSDAP und SA an, am 17. Mai 1938 beantragte er die Aufnahme in die NSDAP und wurde rückwirkend zum 1. Mai desselben Jahres aufgenommen (Mitgliedsnummer 6.163.042). Er nahm als Soldat am Zweiten Weltkrieg teil und wurde im Westfeldzug mit dem Eisernen Kreuz 2. Klasse ausgezeichnet. 1941 schloss er sich – gemeinsam mit Elfriede Hartmann, Friedrich Mastny, Franz Reingruber u. a. – der KJVÖ-Gruppe Der Soldatenrat an und stellte auf einem selbstgefertigten Abziehapparat illegale Zeitungen, Streuzettel und kommunistische Flugblätter her. Auch beteiligte er sich an Briefaktionen für Frontsoldaten. Er wurde am 13. April 1942 verhaftet und von der Gestapo schwer gefoltert. Am 24. September 1943 wurde Imre wegen „Vorbereitung zum Hochverrat“ und „Feindbegünstigung“ vom Volksgerichtshof zum Tode verurteilt.
Die Hinrichtung durch das Fallbeil erfolgte fünf Wochen nach der Verhandlung.

## Gedenken
Imres Name findet sich auf der Gedenktafel im ehemaligen Hinrichtungsraum des Wiener Landesgerichts. Er ist in der Schachtgräberanlage der Gruppe 40 (Reihe 26/Grab 190) des Wiener Zentralfriedhofes bestattet. Im Josef-Stockinger-Park in Pottenstein erinnert seit Oktober 1988 ein Gedenkstein an ihn.

## Nachweise
1. ↑  Bundesarchiv R 9361-VIII KARTEI/13161506
2. ↑  Nachkriegsjustiz, abgerufen am 10. Februar 2015
3. ↑  Felix Imre in der Verstorbenensuche bei friedhoefewien.at
4. ↑  Heinz Arnberger u. Claudia Kuretsidis-Haider (Hg.): Gedenken und Mahnen in Niederösterreich. Erinnerungszeichen zu Widerstand, Verfolgung, Exil und Befreiung. mandelbaum verlag, Wien 2011, S. 227 f.

| Personendaten    | Personendaten                                                                          |
| ---------------- | -------------------------------------------------------------------------------------- |
| NAME             | Imre, Felix                                                                            |
| KURZBESCHREIBUNG | österreichischer Schneidergehilfe und Widerstandskämpfer gegen den Nationalsozialismus |
| GEBURTSDATUM     | 19. November 1917                                                                      |
| GEBURTSORT       | Pottenstein (Niederösterreich)                                                         |
| STERBEDATUM      | 2. November 1943                                                                       |
| STERBEORT        | Wien                                                                                   |